# Thoreauea paneroi
Thoreauea paneroi là một loài thực vật có hoa trong họ La bố ma. Loài này được J.K.Williams mô tả khoa học đầu tiên năm 2002.